# Gabriele Santini
Gabriele Santini (ur. 20 stycznia 1886 w Perugii, zm. 13 listopada 1964 w Rzymie) – włoski dyrygent.

## Życiorys
Studiował w Perugii i Bolonii, debiutował jako dyrygent w 1906 roku. Dyrygował początkowo w Buenos Aires, Rio de Janeiro i Chicago. Od 1925 do 1929 roku pełnił funkcję asystenta Arturo Toscaniniego w mediolańskiej La Scali. W latach 1929–1933 działał jako dyrygent w Rzymie, po czym wrócił do La Scali. Od 1944 do 1947 roku był dyrektorem artystycznym Opery Rzymskiej.